# Manchester City Football Club 1974-1975
La pagina raccoglie i dati relativi alla stagione 1974-1975 del Manchester City.

## Maglia e sponsor
Per la divisa delle gare interne della stagione 1974-1975 furono reintrodotti i calzettoni di colore azzurro.
| Manica sinistra · Manica sinistra · Maglietta · Maglietta · Manica destra · Manica destra · Pantaloncini · Calzettoni |

## Rosa
| N. |                        | Ruolo | Calciatore          |
| -- | ---------------------- | ----- | ------------------- |
| -  | Inghilterra (bandiera) | P     | Joe Corrigan        |
| -  | Scozia (bandiera)      | P     | Keith McRae         |
| -  | Inghilterra (bandiera) | D     | Colin Barrett       |
| -  | Inghilterra (bandiera) | D     | Jeff Derreck Clarke |
| -  | Inghilterra (bandiera) | D     | Geoff Hammond       |
| -  | Inghilterra (bandiera) | D     | Glyn Pardoe         |
| -  | Inghilterra (bandiera) | C     | Mike Doyle          |
| -  | Inghilterra (bandiera) | C     | Micky Horswill      |
| -  | Inghilterra (bandiera) | C     | Alan Oakes          |
| -  | Inghilterra (bandiera) | C     | Mike Lester         |
| -  | Inghilterra (bandiera) | C     | Dennis Leman        |

| N. |                        | Ruolo | Calciatore     |
| -- | ---------------------- | ----- | -------------- |
| -  | Inghilterra (bandiera) | C     | Ged Keegan     |
| -  | Scozia (bandiera)      | C     | Asa Hartford   |
| -  | Inghilterra (bandiera) | C     | Colin Bell     |
| -  | Inghilterra (bandiera) | C     | Phil Henson    |
| -  | Inghilterra (bandiera) | A     | Mike Summerbee |
| -  | Inghilterra (bandiera) | A     | Joe Royle      |
| -  | Inghilterra (bandiera) | A     | Peter Barnes   |
| -  | Inghilterra (bandiera) | A     | Barney Daniels |
| -  | Inghilterra (bandiera) | A     | Rodney Marsh   |
| -  | Inghilterra (bandiera) | A     | Dennis Tueart  |

## Calciomercato
| Partenze | Partenze       | Partenze     | Partenze |
| R.       | Nome           | a            | Modalità |
| -------- | -------------- | ------------ | -------- |
| P        | Ron Healey     | Cardiff City |          |
| D        | Tony Book      | ritirato     |          |
| C        | Tony Towers    | Sunderland   |          |
| A        | Francis Lee    | Derby County |          |
| A        | Frank Carrodus | Aston Villa  |          |
| A        | Tony Whelan    | Rochdale     |          |
| A        | Denis Law      | ritirato     |          |

| Arrivi | Arrivi        | Arrivi        | Arrivi   |
| R.     | Nome          | da            | Modalità |
| ------ | ------------- | ------------- | -------- |
| D      | Geoff Hammond | Ipswich Town  |          |
| C      | Asa Hartford  | West Bromwich |          |
| A      | Joe Royle     | Everton       |          |